# Ronny & The Daytonas
Ronny & the Daytonas fue una banda estadounidense de surf rock, formada en 1964 por John "Bucky" Wilkin (también conocido como Ronny Dayton) (composición, guitarra, voz), Paul Jensen ( voz, guitarra ), Thomas Ramey ( bajo, guitarra), Lynn Williams ( batería ) y Lee Kraft (guitarra).

## Historia
El grupo se formó en Nashville (Tennessee) en 1964. Bill Justis, conocido por su éxito "Raunchy" se convirtió en mánager y formó Buckhorn Music con la ayuda de la madre de Wilkin, Marijohn Wilkin, una compositora de música country.  Firmaron con Mala Records, una subsello de Bell Records, su principal contribución a la música popular fue introducir sonidos country en la floreciente escena del Surf Rock. Su sencillo debut de 1964, " GTO ", alcanzó el puesto número 4 en la lista Billboard Hot 100.  Vendió más de un millón de copias y recibió un disco de oro.  Un sencillo posterior, "Bucket T", alcanzó el puesto número 54 en la lista de Billboard ese mismo año.
Después de un álbum y una gira en 1964, Ronny & The Daytonas tuvieron otro éxito en 1965 con una balada, "Sandy", y un álbum que reflejaba un sonido surfero similar con influencia country. En 1966, Ronny y The Daytonas firmaron un contrato con RCA Records y lanzaron una balada romántica llamada "Diane, Diane" y la alegre "All American Girl", las cuales tuvieron cierto éxito en las listas estadounidenses. Tras una breve gira, la banda acabó disolviéndose. 
En 1965, Buzz Cason y John "Bucky" Wilkin grabaron el sencillo "Bay City"/"Tiger A-Go-Go" como Buzz y Bucky. El sencillo no entró en la lista Billboard Hot 100, pero alcanzó el puesto número siete en la lista Bubbling Under Hot 100 Singles. 
A mediados de la década de 1980 hubo cierto interés por reunir a los miembros de la banda para cubrir algunos compromisos. Las últimas apariciones conocidas de The Daytonas fueron en un concierto en el norte del estado de Nueva York el 4 de julio de 1995,  en el Woodward Dream Cruise en Michigan en 2000 y 2002, y en el concierto de The Baby Boomer Legends en "The Factory" en Franklin (Tennessee) el 24 de abril de 2015.

## Discografía

### Sencillos
- 1964 - "G.T.O." / "Hot Rod Baby" (Mala 481) (#4)[4] (CAN #7)[5]
- 1964 - "California Bound" / "Hey Little Girl" (Mala 490) (#72) (CAN #37)[6]
- 1964 - "Bucket "T"" / "Little Rail Job" (Mala 492) (#54) (CAN #5)[7]
- 1965 - "Little Scrambler" / "Teenage Years" (Mala 497)
- 1965 - "Beach Boy" / "No Wheels" (Mala 503)
- 1965 - "Sandy" / "Sandy" (instrumental) (Mala 513) (#27)
- 1965 - "Tiger A-Go-Go" / "Bay City" (Amy 924) (by Buzz and Bucky, John "Bucky" Wilkin with Buzz Cason) (#107)
- 1966 - "Somebody to Love Me" / "Goodbye Baby" (Mala 525) (#115)
- 1966 - "Antique '32 Studebaker Dictator Coupe" / "Then the Rains Came" (Mala 531)
- 1966 - "Dianne, Dianne" / "All American Girl" (RCA 47-8896) (#69) (CAN #73)[8]
- 1966 - "I'll Think of Summer" / "Little Scrambler" (Mala 542) (#133)
- 1966 - "Winter Weather" / "Young" (RCA 47-9022)
- 1967 - "Walk in the Sun" / "The Last Letter" (RCA 47-9107)
- 1967 - "Brave New World" / "Hold Onto Your Heart" (RCA 47-9253)
- 1967 - "The Girls and the Boys" / "Alfie"  (RCA 47-9435)

### Álbumes
- 1964 - GTO (Mala 4001) (#122)
- 1966 - Sandy (Mala 4002)